# Rubén Salazar Gómez
Rubén Dario kardinál Salazar Gómez (* 22. září 1942 Bogota) je kolumbijský římskokatolický kněz, emeritní arcibiskup bogotský, kardinál.

## Život
Kněžské svěcení přijal 20. května 1967. Dne 11. února 1992 byl jmenovaný biskupem diecéze Cúcuta. Biskupské svěcení mu udělil 25. března téhož roku tehdejší apoštolský nuncius v Kolumbii Paolo Romeo. 18. května 1999 ho papež Jan Pavel II. jmenoval biskupem ordinářem arcidiecéze Barranquilla. Arcibiskupem Bogoty se stal 8. července 2010. O rok později, 19. května 2011, byl zvolen na čtyřleté období místopředsedou CELAM.
Dne 24. října 2012 oznámil papež Benedikt XVI., že se arcibiskup Salazar Gómez nachází mezi šesti novými kardinály. Jejich oficiální jmenování proběhlo na konzistoři 24. listopadu téhož roku. 